# Магнітні методи
Магнітні методи (рос. магнитные методы; англ. magnetic methods; нім. Magnetmethoden f pl) — способи пізнання явищ, система прийомів, які застосовуються в науці і виробництві для вимірювання, здійснення технологічних процесів тощо на основі магнітних властивостей речовин.
Наприклад, промислово-геофізичні методи дослідження свердловин, ґрунтуються на відмінності магнітної проникності і магнітної сприйнятливості гірських порід. У необсаджених нафтових і газових свердловинах з метою виділення пластів-колекторів, оцінки характеру їх насиченості й ефективної пористості найбільше використовується ядерно-магнітний метод.